# Okakura Kakuzō
Okakura Kakuzō (岡倉覚三, né le 14 février 1862 et mort le 2 septembre 1913), également connu sous le nom Okakura Tenshin (岡倉天心), ou simplement Okakura, est un érudit japonais ayant contribué au développement des arts japonais en étant à l'initiative du mouvement nihonga. Il est l'auteur du célèbre livre Le Livre du thé. 

## Biographie
Né à Yokohama, ville où son père, un samouraï de haut rang, s'était installé, Okakura Kakuzō s'initia à l'anglais et aux manières occidentales dans les magasins de négoces de ce grand port fréquenté par les étrangers. Enfant, il passa sept ans dans un temple bouddhiste à étudier les classiques chinois. 
En 1875 il fréquente l'école Kaisei Gakkō  qui allait devenir en 1877 la Faculté des Lettres de l'Université de Tokyo. Il y étudie avec le professeur américain Ernest Fenollosa, professeur invité du gouvernement japonais, qui était chargé des cours de sciences politiques, d'économie et de philosophie. Celui-ci manifeste déjà son très grand intérêt pour l'art japonais.
En 1880, ses études terminées, il entre dans un département du Ministère de l'Éducation. Il assiste Fenellosa dans ses recherches sur l'art japonais en lui servant d'interprète (lors des conférences de Fenellosa) et de traducteur (de ses publications). En 1889, Okakura est l'un des principaux fondateurs de la première académie des beaux-arts du Japon, Tōkyō bijutsu Gakkō de Tokyo (l'École des beaux-arts de Tōkyō) avant d'en devenir, l'année suivante, le directeur, puis d'en être évincé à la suite d’une lutte de pouvoir. Il en démissionne en 1898, et est accompagné par 17 autres personnes, dont plusieurs professeurs renommés. Quelques mois plus tard, il fonde le Nihon Bijutsuin (Institut des beaux-arts du Japon) avec Hashimoto Gahō et Yokoyama Taikan. 
Son livre, Les Idéaux de l'Orient (1904), publié à la veille de la guerre russo-japonaise, est célèbre pour sa première phrase, « L'Asie est une ». Il a fait valoir que l'Asie est « une » dans son humiliation, dans son retard dans la modernisation, cause de sa colonisation par les puissances occidentales. Ce fut l'une des premières expressions du pan-asianisme. Plus tard, Okakura se sentit obligé de protester contre un Japon qui tentait de rattraper les puissances occidentales, mais en sacrifiant d'autres pays d'Asie durant la guerre russo-japonaise.
En 1904, il est invité par William Sturgis Bigelow au musée des Beaux-Arts de Boston qui lui offre, six ans plus tard, le poste de conseiller de la division d'art asiatique.
En 1906, il publie en anglais The Book of Tea (Le Livre du thé), au succès prolongé jusqu'à aujourd'hui en Occident.
Durant l'Ère Meiji, il est le premier doyen de l’École des beaux-arts de Tōkyō (maintenant l'Université des Arts de Tōkyō). 
Il écrivit tous ses principaux ouvrages en anglais, en particulier de nombreuses recherches sur des arts traditionnels japonais. Il a voyagé en Europe, aux États-Unis, en Chine et en Inde. 
Au Japon, Okakura, avec Fenollosa, est crédité d'avoir « sauvé » la peinture japonaise traditionnelle, qui était menacée d'être évincée par les peintures de style occidental et dont le chef de file était Seiki Kuroda.
En dehors du Japon, Okakura a eu un impact sur un certain nombre de personnalités importantes, directement ou indirectement, dont le philosophe Martin Heidegger, le poète Ezra Pound, et surtout le poète Rabindranath Tagore et la collectionneuse d'art Isabella Stewart Gardner, tous de proches amis.

## Œuvres
- The Ideals of the East (Londres, J. Murray, 1903) et The Awakening of Japan (New York, Century, 1904) ; traduction française de Jenny Serruys parue sous le titre : Les Idéaux de l'Orient. Le Réveil du Japon, préface d'Auguste Gérard, ambassadeur de France, Paris, Payot, 1917.
- The Book of Tea (New York, Putnam's Sons, 1906, lire en ligne) ; traduction française de Gabriel Mourey : Le Livre du thé, Paris, André Delpeuch, 1927 ; rééd. Payot, 1931 ; traduction entièrement revue et corrigée, Rivages, coll. « Petite bibliothèque », 2004  (ISBN 978-2-7436-1320-4) ; nouvelle traduction par Corinne Atlan et Zéno Bianu, éd. Picquier, 1996, puis 2006  (ISBN 978-2-87730-851-9).
- Lettre à mon chat, Librairie Naito, Le Petit Prince, Morges, 2015  (ISBN 978-2-9701021-0-6).

## À voir aussi